# نامدي أودمادي
نامدي أودمادي (بالإنجليزية: Nnamdi Oduamadi)‏، من مواليد 19 أكتوبر 1990 في لاغوس في نيجيريا، لاعب كرة قدم نيجيري. بدأ مسيرته الكروية مع إيه سي ميلان بريميفيرا في عام 2009، وفي 2011 تم تصعيده إلى الفريق الأول، لكن وبسبب قله مباراياته تم اعارته إلى فريق فيرسي وهو بلعب معهم حتى الآن. وقد بدأ باللعب مع منتخب نيجيريا لكرة القدم في عام 2011.

## روابط خارجية
- نامدي أودمادي على موقع الاتحاد الدولي (مؤرشف)  (الإنجليزية)
- نامدي أودمادي على موقع قاعدة بيانات كرة القدم.إي يو (الإنجليزية)
- نامدي أودمادي على موقع ناشيونال فوتبول تيمز (الإنجليزية)
- نامدي أودمادي على موقع Soccerway.com (الإنجليزية)
- نامدي أودمادي على موقع عالم كرة القدم.نت (الإنجليزية)
- نامدي أودمادي على موقع كووورة
- نامدي أودمادي على موقع AS.com (الإسبانية)